# Американская баскетбольная ассоциация
Американская баскетбольная ассоциация (англ. American Basketball Association) — в прошлом американская профессиональная баскетбольная лига, основанная в 1967 году. Прекратила своё существование в 1976 году в связи со слиянием с Национальной баскетбольной ассоциацией.

## История АБА
В 1967 году в НБА входило десять команд и правила лиги были очень жёсткими для желающих вступить в лигу, в частности вступительный взнос составлял 1,5 миллиона долларов, при этом прибыли команд были далеки от нынешних. В результате бизнесмены в нескольких городах решили создать альтернативную профессиональную баскетбольную лигу, которая могла бы соперничать с НБА, с прицелом на слияние лиг через некоторое время. Первым комиссаром АБА стал знаменитый игрок «Миннеаполис Лейкерс» Джордж Майкен. Клубам АБА удалось выиграть у НБА борьбу за нескольких высококлассных игроков, а также переманить многих судей.
В АБА действовали правила, отличные от правил НБА: на атаку командам отводилось по 30 секунд вместо 24 в НБА, а в сезоне 1967/1968 была введена трёхочковая зона, в НБА появившаяся лишь через двенадцать лет. Также в АБА официально использовался разноцветный (красно-бело-синий) мяч, в то время как в НБА играли стандартным оранжевым мячом. Ещё одним важным отличием от НБА было наличие в АБА региональных команд, таких как «Виргиния Сквайрз» и «Каролина Кугэрз», которые проводили свои домашние матчи на площадках разных городов своих штатов.
Переговоры о слиянии АБА и НБА начались ещё летом 1970 года, однако в результате иска Оскара Робертсона против НБА, в котором он требовал больше прав для игроков, суд отложил слияние. Существование АБА способствовало росту конкуренции между клубами и, как следствие, зарплат игроков. В 1976 году слияние наконец было осуществлено, но многие клубы АБА к этому времени уже прекратили своё существование из-за нехватки финансирования. В НБА перешло всего четыре клуба: «Нью-Йорк Нетс», «Денвер Наггетс», «Индиана Пэйсерс» и «Сан-Антонио Спёрс».

## Комиссары лиги
Именитый в прошлом игрок клуба «Миннеаполис Лейкерс» Джордж Майкен стал первым комиссаром АБА, который ввёл понятие о трёхочковой линии и товарный знак лиги — красно-бело-синие цвета. Майкен ушёл в отставку в 1969 году. Дэйв Дебуше, двукратный чемпион НБА в составе команды «Нью-Йорк Никс», стал последним комиссаром лиги до её слияния с НБА в 1976 году, в сезоне 1974/1975 годов он занимал должность вице-президента и генерального менеджера команды «Нью-Йорк Нетс».
- Джордж Майкен (1967—1969)
- Джеймс Карсон Гарднер (1969) (временный)[4]
- Джек Дольф (1969—1972)
- Боб Карлсон (1972—1973)
- Майк Сторен (1973—1974)
- Тедд Мунчак (1974—1975)
- Дэйв Дебуше (1975—1976)

## Команды ассоциации
Из одиннадцати команд ассоциации всего две из них, «Индиана Пэйсерс» и «Кентукки Колонелс», в течение девяти сезонов своего существования никогда не меняли своё название и место дислокации. Помимо них место своего базирования никогда не менял клуб «Денвер Ларкс / Рокетс / Наггетс», который поначалу планировалось основать в Канзас-Сити (штат Миссури), но затем пришлось перевести в Денвер из-за отсутствия подходящей арены. В дополнение к тем четырём клубам, которые в результате слияния лиг присоединились к НБА, сохранились ещё восемь команд, которые впоследствии наследовали свои корни в старой лиге и перевели их в новую: «Даллас», «Майами», «Мемфис», «Миннесота», «Нью-Орлеан», «Хьюстон», «Шарлотт» и «Юта». В 2001 году во время переезда клуба «Ванкувер Гриззлис» Луисвилл (штат Кентукки), бывший дом «Кентукки Колонелс», рассматривался в качестве одного из четырёх финалистов для нового места клуба, но в итоге выбрали «Мемфис». В настоящее время Луисвилл является главным претендентом на следующее расширение или переселение НБА, так как в 2010 году в городе была построена новая спортивная арена «КФС Ям-центр», вмещающая 22 000 зрителей, которая намного превышает вместимость «Фридом Холла», бывшей домашней арены «Колонелс» (16 600 болельщиков).
| Франшиза                                                                              | Города / Никнеймы          | Годы      | Судьба команды |
| ------------------------------------------------------------------------------------- | -------------------------- | --------- | --- |
| Анахайм Амигос Лос-Анджелес Старз Юта Старз                                           | Анахайм Амигос             | 1967—1968 | Расформирована в 1975 году В 1979 году была включена в число команд НБА под франшизой «Юта Джаз» |
| Анахайм Амигос Лос-Анджелес Старз Юта Старз                                           | Лос-Анджелес Старз         | 1968—1970 | Расформирована в 1975 году В 1979 году была включена в число команд НБА под франшизой «Юта Джаз» |
| Анахайм Амигос Лос-Анджелес Старз Юта Старз                                           | Юта Старз                  | 1970—1975 | Расформирована в 1975 году В 1979 году была включена в число команд НБА под франшизой «Юта Джаз» |
| Даллас Чеперрелс Техас Чеперрелс Сан-Антонио Спёрс                                    | Даллас Чеперрелс           | 1967—1970 | В результате слияния АБА с НБА присоединилась к НБА в 1976 году под франшизой «Сан-Антонио Спёрс» (до сих пор выступает в НБА под этой франшизой) В 1980 году в число команд НБА была добавлена ещё одна франшиза — «Даллас Маверикс» |
| Даллас Чеперрелс Техас Чеперрелс Сан-Антонио Спёрс                                    | Техас Чеперрелс            | 1970—1971 | В результате слияния АБА с НБА присоединилась к НБА в 1976 году под франшизой «Сан-Антонио Спёрс» (до сих пор выступает в НБА под этой франшизой) В 1980 году в число команд НБА была добавлена ещё одна франшиза — «Даллас Маверикс» |
| Даллас Чеперрелс Техас Чеперрелс Сан-Антонио Спёрс                                    | Даллас Чеперрелс           | 1971—1973 | В результате слияния АБА с НБА присоединилась к НБА в 1976 году под франшизой «Сан-Антонио Спёрс» (до сих пор выступает в НБА под этой франшизой) В 1980 году в число команд НБА была добавлена ещё одна франшиза — «Даллас Маверикс» |
| Даллас Чеперрелс Техас Чеперрелс Сан-Антонио Спёрс                                    | Сан-Антонио Спёрс          | 1973—1976 | В результате слияния АБА с НБА присоединилась к НБА в 1976 году под франшизой «Сан-Антонио Спёрс» (до сих пор выступает в НБА под этой франшизой) В 1980 году в число команд НБА была добавлена ещё одна франшиза — «Даллас Маверикс» |
| Индиана Пэйсерс                                                                       | Индиана Пэйсерс            | 1967—1976 | В результате слияния АБА с НБА присоединилась к НБА в 1976 году под франшизой «Индиана Пэйсерс» (одна из двух команд АБА, не менявшая своё название, до сих пор выступает в НБА под этой франшизой) |
| Канзас-Сити Денвер Ларкс / Рокетс / Наггетс                                           | Канзас-Сити (без никнейма) | 1967      | В результате слияния АБА с НБА присоединилась к НБА в 1976 году под франшизой «Денвер Наггетс» (до сих пор выступает в НБА под этой франшизой) |
| Канзас-Сити Денвер Ларкс / Рокетс / Наггетс                                           | Денвер Ларкс               | 1967      | В результате слияния АБА с НБА присоединилась к НБА в 1976 году под франшизой «Денвер Наггетс» (до сих пор выступает в НБА под этой франшизой) |
| Канзас-Сити Денвер Ларкс / Рокетс / Наггетс                                           | Денвер Рокетс              | 1967—1974 | В результате слияния АБА с НБА присоединилась к НБА в 1976 году под франшизой «Денвер Наггетс» (до сих пор выступает в НБА под этой франшизой) |
| Канзас-Сити Денвер Ларкс / Рокетс / Наггетс                                           | Денвер Наггетс             | 1974—1976 | В результате слияния АБА с НБА присоединилась к НБА в 1976 году под франшизой «Денвер Наггетс» (до сих пор выступает в НБА под этой франшизой) |
| Кентукки Колонелс                                                                     | Кентукки Колонелс          | 1967—1976 | Расформирована в 1976 году (одна из двух команд АБА, не менявшая своё название, второй была «Индиана Пэйсерс») |
| Миннесота Маскис Майами Флоридианс Зе Флоридианс                                      | Миннесота Маскис           | 1967—1968 | Расформирована в 1972 году В 1988 году «Майами» была включена в число команд НБА под франшизой «Хит», однако на играх Hardwood Classics до сих пор выступают в майках «Флоридианс» В 1989 году «Миннесота» была включена в число команд НБА под франшизой «Тимбервулвз», однако на играх Hardwood Classics до сих пор выступают в майках «Маскис»                                                                      |
| Миннесота Маскис Майами Флоридианс Зе Флоридианс                                      | Майами Флоридианс          | 1968—1970 | Расформирована в 1972 году В 1988 году «Майами» была включена в число команд НБА под франшизой «Хит», однако на играх Hardwood Classics до сих пор выступают в майках «Флоридианс» В 1989 году «Миннесота» была включена в число команд НБА под франшизой «Тимбервулвз», однако на играх Hardwood Classics до сих пор выступают в майках «Маскис»                                                                      |
| Миннесота Маскис Майами Флоридианс Зе Флоридианс                                      | Зе Флоридианс              | 1970—1972 | Расформирована в 1972 году В 1988 году «Майами» была включена в число команд НБА под франшизой «Хит», однако на играх Hardwood Classics до сих пор выступают в майках «Флоридианс» В 1989 году «Миннесота» была включена в число команд НБА под франшизой «Тимбервулвз», однако на играх Hardwood Classics до сих пор выступают в майках «Маскис»                                                                      |
| Нью-Йорк / Нью-Джерси Американс Нью-Йорк Нетс                                         | Нью-Йорк Американс         | 1967      | В результате слияния АБА с НБА присоединилась к НБА в 1976 году под франшизой «Нью-Йорк Нетс» (до сих пор выступает в НБА под этой франшизой, однако в 1977—2012 годах называлась «Нью-Джерси Нетс», а с 2012 года называется «Бруклин Нетс») |
| Нью-Йорк / Нью-Джерси Американс Нью-Йорк Нетс                                         | Нью-Джерси Американс       | 1967—1968 | В результате слияния АБА с НБА присоединилась к НБА в 1976 году под франшизой «Нью-Йорк Нетс» (до сих пор выступает в НБА под этой франшизой, однако в 1977—2012 годах называлась «Нью-Джерси Нетс», а с 2012 года называется «Бруклин Нетс») |
| Нью-Йорк / Нью-Джерси Американс Нью-Йорк Нетс                                         | Нью-Йорк Нетс              | 1968—1976 | В результате слияния АБА с НБА присоединилась к НБА в 1976 году под франшизой «Нью-Йорк Нетс» (до сих пор выступает в НБА под этой франшизой, однако в 1977—2012 годах называлась «Нью-Джерси Нетс», а с 2012 года называется «Бруклин Нетс») |
| Нью-Орлеанс / Луизиана Баканирс Мемфис Прос / Тэмс / Саундс Балтимор Хастлерс / Клоуз | Нью-Орлеанс Баканирс       | 1967—1970 | Расформирована в 1975 году В 2001 году «Мемфис» была включена в число команд НБА под франшизой «Гриззлис» (в 1995—2001 годах называлась «Ванкувер Гриззлис») В 2002 году «Нью-Орлеан» была включена в число команд НБА под франшизой «Хорнетс» (в 2002—2005 и 2007—2013 годах называлась «Нью-Орлеан Хорнетс», а в 2005—2007 годах — «Нью-Орлеан / Оклахома-Сити Хорнетс»), с 2013 года франшиза называется «Пеликанс» |
| Нью-Орлеанс / Луизиана Баканирс Мемфис Прос / Тэмс / Саундс Балтимор Хастлерс / Клоуз | Луизиана Баканирс          | 1970      | Расформирована в 1975 году В 2001 году «Мемфис» была включена в число команд НБА под франшизой «Гриззлис» (в 1995—2001 годах называлась «Ванкувер Гриззлис») В 2002 году «Нью-Орлеан» была включена в число команд НБА под франшизой «Хорнетс» (в 2002—2005 и 2007—2013 годах называлась «Нью-Орлеан Хорнетс», а в 2005—2007 годах — «Нью-Орлеан / Оклахома-Сити Хорнетс»), с 2013 года франшиза называется «Пеликанс» |
| Нью-Орлеанс / Луизиана Баканирс Мемфис Прос / Тэмс / Саундс Балтимор Хастлерс / Клоуз | Мемфис Прос                | 1970—1972 | Расформирована в 1975 году В 2001 году «Мемфис» была включена в число команд НБА под франшизой «Гриззлис» (в 1995—2001 годах называлась «Ванкувер Гриззлис») В 2002 году «Нью-Орлеан» была включена в число команд НБА под франшизой «Хорнетс» (в 2002—2005 и 2007—2013 годах называлась «Нью-Орлеан Хорнетс», а в 2005—2007 годах — «Нью-Орлеан / Оклахома-Сити Хорнетс»), с 2013 года франшиза называется «Пеликанс» |
| Нью-Орлеанс / Луизиана Баканирс Мемфис Прос / Тэмс / Саундс Балтимор Хастлерс / Клоуз | Мемфис Тэмс                | 1972—1974 | Расформирована в 1975 году В 2001 году «Мемфис» была включена в число команд НБА под франшизой «Гриззлис» (в 1995—2001 годах называлась «Ванкувер Гриззлис») В 2002 году «Нью-Орлеан» была включена в число команд НБА под франшизой «Хорнетс» (в 2002—2005 и 2007—2013 годах называлась «Нью-Орлеан Хорнетс», а в 2005—2007 годах — «Нью-Орлеан / Оклахома-Сити Хорнетс»), с 2013 года франшиза называется «Пеликанс» |
| Нью-Орлеанс / Луизиана Баканирс Мемфис Прос / Тэмс / Саундс Балтимор Хастлерс / Клоуз | Мемфис Саундс              | 1974—1975 | Расформирована в 1975 году В 2001 году «Мемфис» была включена в число команд НБА под франшизой «Гриззлис» (в 1995—2001 годах называлась «Ванкувер Гриззлис») В 2002 году «Нью-Орлеан» была включена в число команд НБА под франшизой «Хорнетс» (в 2002—2005 и 2007—2013 годах называлась «Нью-Орлеан Хорнетс», а в 2005—2007 годах — «Нью-Орлеан / Оклахома-Сити Хорнетс»), с 2013 года франшиза называется «Пеликанс» |
| Нью-Орлеанс / Луизиана Баканирс Мемфис Прос / Тэмс / Саундс Балтимор Хастлерс / Клоуз | Балтимор Хастлерс          | 1975      | Расформирована в 1975 году В 2001 году «Мемфис» была включена в число команд НБА под франшизой «Гриззлис» (в 1995—2001 годах называлась «Ванкувер Гриззлис») В 2002 году «Нью-Орлеан» была включена в число команд НБА под франшизой «Хорнетс» (в 2002—2005 и 2007—2013 годах называлась «Нью-Орлеан Хорнетс», а в 2005—2007 годах — «Нью-Орлеан / Оклахома-Сити Хорнетс»), с 2013 года франшиза называется «Пеликанс» |
| Нью-Орлеанс / Луизиана Баканирс Мемфис Прос / Тэмс / Саундс Балтимор Хастлерс / Клоуз | Балтимор Клоуз             | 1975      | Расформирована в 1975 году В 2001 году «Мемфис» была включена в число команд НБА под франшизой «Гриззлис» (в 1995—2001 годах называлась «Ванкувер Гриззлис») В 2002 году «Нью-Орлеан» была включена в число команд НБА под франшизой «Хорнетс» (в 2002—2005 и 2007—2013 годах называлась «Нью-Орлеан Хорнетс», а в 2005—2007 годах — «Нью-Орлеан / Оклахома-Сити Хорнетс»), с 2013 года франшиза называется «Пеликанс» |
| Окленд Американс / Окс Вашингтон Кэпс Вирджиния Сквайрз                               | Окленд Американс           | 1967      | Расформирована в 1976 году Уже в 1971 году, всего через два года после переезда в «Вашингтон», «Окленд» была включена в число команд НБА под франшизой «Голден Стэйт Уорриорз», которая переехала сюда из «Сан-Франциско» В 1973 году «Вашингтон» была включена в число команд НБА под франшизой «Кэпитал Буллетс» (в 1974—1997 годах называлась «Вашингтон Буллетс», с 1997 года называется «Вашингтон Уизардс»)      |
| Окленд Американс / Окс Вашингтон Кэпс Вирджиния Сквайрз                               | Окленд Окс                 | 1967—1969 | Расформирована в 1976 году Уже в 1971 году, всего через два года после переезда в «Вашингтон», «Окленд» была включена в число команд НБА под франшизой «Голден Стэйт Уорриорз», которая переехала сюда из «Сан-Франциско» В 1973 году «Вашингтон» была включена в число команд НБА под франшизой «Кэпитал Буллетс» (в 1974—1997 годах называлась «Вашингтон Буллетс», с 1997 года называется «Вашингтон Уизардс»)      |
| Окленд Американс / Окс Вашингтон Кэпс Вирджиния Сквайрз                               | Вашингтон Кэпс             | 1969—1970 | Расформирована в 1976 году Уже в 1971 году, всего через два года после переезда в «Вашингтон», «Окленд» была включена в число команд НБА под франшизой «Голден Стэйт Уорриорз», которая переехала сюда из «Сан-Франциско» В 1973 году «Вашингтон» была включена в число команд НБА под франшизой «Кэпитал Буллетс» (в 1974—1997 годах называлась «Вашингтон Буллетс», с 1997 года называется «Вашингтон Уизардс»)      |
| Окленд Американс / Окс Вашингтон Кэпс Вирджиния Сквайрз                               | Вирджиния Сквайрз          | 1970—1976 | Расформирована в 1976 году Уже в 1971 году, всего через два года после переезда в «Вашингтон», «Окленд» была включена в число команд НБА под франшизой «Голден Стэйт Уорриорз», которая переехала сюда из «Сан-Франциско» В 1973 году «Вашингтон» была включена в число команд НБА под франшизой «Кэпитал Буллетс» (в 1974—1997 годах называлась «Вашингтон Буллетс», с 1997 года называется «Вашингтон Уизардс»)      |
| Питтсбург Пайперс / Пайонирс / Кондорс Миннесота Пайперс                              | Питтсбург Пайперс          | 1967—1968 | Расформирована в 1972 году В 1989 году «Миннесота» была включена в число команд НБА под франшизой «Тимбервулвз» (первоначально базировалась в агломерации Миннеаполис—Сент-Пол, затем переехала в Миннеаполис) |
| Питтсбург Пайперс / Пайонирс / Кондорс Миннесота Пайперс                              | Миннесота Пайперс          | 1968—1969 | Расформирована в 1972 году В 1989 году «Миннесота» была включена в число команд НБА под франшизой «Тимбервулвз» (первоначально базировалась в агломерации Миннеаполис—Сент-Пол, затем переехала в Миннеаполис) |
| Питтсбург Пайперс / Пайонирс / Кондорс Миннесота Пайперс                              | Питтсбург Пайперс          | 1969—1970 | Расформирована в 1972 году В 1989 году «Миннесота» была включена в число команд НБА под франшизой «Тимбервулвз» (первоначально базировалась в агломерации Миннеаполис—Сент-Пол, затем переехала в Миннеаполис) |
| Питтсбург Пайперс / Пайонирс / Кондорс Миннесота Пайперс                              | Питтсбург Пайонирс         | 1970      | Расформирована в 1972 году В 1989 году «Миннесота» была включена в число команд НБА под франшизой «Тимбервулвз» (первоначально базировалась в агломерации Миннеаполис—Сент-Пол, затем переехала в Миннеаполис) |
| Питтсбург Пайперс / Пайонирс / Кондорс Миннесота Пайперс                              | Питтсбург Кондорс          | 1970—1972 | Расформирована в 1972 году В 1989 году «Миннесота» была включена в число команд НБА под франшизой «Тимбервулвз» (первоначально базировалась в агломерации Миннеаполис—Сент-Пол, затем переехала в Миннеаполис) |
| Сан-Диего Конкистадорс / Сэйлс                                                        | Сан-Диего Конкистадорс     | 1972—1975 | Расформирована в 1975 году В 1978 году «Сан-Диего» была включена в число команд НБА под франшизой «Клипперс», однако уже в 1984 году перебазировалась в Лос-Анджелес, где получила своё нынешнее название «Лос-Анджелес Клипперс» |
| Сан-Диего Конкистадорс / Сэйлс                                                        | Сан-Диего Сэйлс            | 1975      | Расформирована в 1975 году В 1978 году «Сан-Диего» была включена в число команд НБА под франшизой «Клипперс», однако уже в 1984 году перебазировалась в Лос-Анджелес, где получила своё нынешнее название «Лос-Анджелес Клипперс» |
| Хьюстон Маверикс Каролина Кугэрз Спиритс оф Сент-Луис                                 | Хьюстон Маверикс           | 1967—1969 | Расформирована в 1976 году Уже в 1971 году, всего через два года после переезда в «Каролину», «Хьюстон» была включена в число команд НБА под франшизой «Хьюстон Рокетс», которая перебазировалась сюда из «Сан-Диего» В 1988 году «Каролина» была включена в число команд НБА под франшизой «Шарлотт Хорнетс» (в 2002—2004 годах называлась «Нью-Орлеан Хорнетс», а в 2004—2014 годах — «Шарлотт Бобкэтс»)             |
| Хьюстон Маверикс Каролина Кугэрз Спиритс оф Сент-Луис                                 | Каролина Кугэрз            | 1969—1974 | Расформирована в 1976 году Уже в 1971 году, всего через два года после переезда в «Каролину», «Хьюстон» была включена в число команд НБА под франшизой «Хьюстон Рокетс», которая перебазировалась сюда из «Сан-Диего» В 1988 году «Каролина» была включена в число команд НБА под франшизой «Шарлотт Хорнетс» (в 2002—2004 годах называлась «Нью-Орлеан Хорнетс», а в 2004—2014 годах — «Шарлотт Бобкэтс»)             |
| Хьюстон Маверикс Каролина Кугэрз Спиритс оф Сент-Луис                                 | Спиритс оф Сент-Луис       | 1974—1976 | Расформирована в 1976 году Уже в 1971 году, всего через два года после переезда в «Каролину», «Хьюстон» была включена в число команд НБА под франшизой «Хьюстон Рокетс», которая перебазировалась сюда из «Сан-Диего» В 1988 году «Каролина» была включена в число команд НБА под франшизой «Шарлотт Хорнетс» (в 2002—2004 годах называлась «Нью-Орлеан Хорнетс», а в 2004—2014 годах — «Шарлотт Бобкэтс»)             |

## Список чемпионов АБА
| Сезон     | Чемпион           | Серия | Финалист            | MVP плей-офф              |
| --------- | ----------------- | ----- | ------------------- | ------------------------- |
| 1967/1968 | Питтсбург Пайперс | 4-3   | Нью-Орлеан Баканирс | Конни Хокинс, Питтсбург   |
| 1968/1969 | Окленд Окс        | 4-1   | Индиана Пэйсерс     | Уоррен Джабали, Окленд    |
| 1969/1970 | Индиана Пэйсерс   | 4-2   | Лос-Анджелес Старз  | Роджер Браун, Индиана     |
| 1970/1971 | Юта Старз         | 4-3   | Кентукки Колонелс   | Зелмо Бити, Юта           |
| 1971/1972 | Индиана Пэйсерс   | 4-2   | Нью-Йорк Нетс       | Фредди Льюис, Индиана     |
| 1972/1973 | Индиана Пэйсерс   | 4-3   | Кентукки Колонелс   | Джордж Макгиннис, Индиана |
| 1973/1974 | Нью-Йорк Нетс     | 4-1   | Юта Старз           | Джулиус Ирвинг, Нью-Йорк  |
| 1974/1975 | Кентукки Колонелс | 4-1   | Индиана Пэйсерс     | Артис Гилмор, Кентукки    |
| 1975/1976 | Нью-Йорк Нетс     | 4-2   | Денвер Наггетс      | Джулиус Ирвинг, Нью-Йорк  |

## Известные игроки
Жирным шрифтом отмечены игроки, которые в 1997 году, по случаю 30-й годовщины со дня основания АБА, были включены в символическую сборную лучших игроков ассоциации.
| - Марвин Барнс - Зелмо Бити - Ларри Браун - Роджер Браун - Хуби Браун - Джон Брискер - Дон Бузи - Рон Бун - Рик Бэрри - Джордж Гервин - Артис Гилмор | - Луи Дампьер - Уоррен Джебали - Бобби Джонс - Джимми Джонс - Ларри Джонс - Мел Дэниелс - Джулиус Ирвинг - Дэн Иссл - Билли Каннингем - Ларри Кенон - Мэк Кэлвин | - Дарел Кэрриер - Морис Лукас - Фредди Льюис - Джордж Макгиннис - Даг Мо - Мозес Мэлоун - Джонни Нейман - Боб Нетолики - Билли Польц - Джеймс Сайлас | - Чарли Скотт - Джордж Томпсон - Дэвид Томпсон - Вилли Уайз - Флай Уильямс - Донни Фримен - Джерри Харкнесс - Спенсер Хейвуд - Конни Хокинс - Джим Чоунс |

## Лидеры сезона
| *         | Избран в Зал славы баскетбола в качестве игрока |
| Игрок (X) | Количество титулов                              |

### Самые результативные игроки
| Сезон     | Игрок               | Команда           | Игры | Броски с игры | Трёхочк. броски | Штраф. броски | Очки | В среднем за игру |
| --------- | ------------------- | ----------------- | ---- | ------------- | --------------- | ------------- | ---- | ----------------- |
| 1967/1968 | Конни Хокинс*       | Питтсбург Пайперс | 70   | 635           | 2               | 603           | 1875 | 26,8              |
| 1968/1969 | Рик Бэрри*          | Окленд Окс        | 35   | 392           | 3               | 403           | 1190 | 34,0              |
| 1969/1970 | Спенсер Хейвуд*     | Денвер Рокетс     | 84   | 986           | 0               | 547           | 2519 | 30,0              |
| 1970/1971 | Дэн Иссл*           | Кентукки Колонелс | 83   | 938           | 0               | 604           | 2480 | 29,9              |
| 1971/1972 | Чарли Скотт*        | Вирджиния Сквайрз | 73   | 985           | 29              | 525           | 2524 | 34,6              |
| 1972/1973 | Джулиус Ирвинг*     | Вирджиния Сквайрз | 71   | 894           | 5               | 475           | 2268 | 31,9              |
| 1973/1974 | Джулиус Ирвинг* (2) | Нью-Йорк Нетс     | 84   | 914           | 17              | 454           | 2299 | 27,4              |
| 1974/1975 | Джордж Макгиннис*   | Индиана Пэйсерс   | 79   | 873           | 62              | 545           | 2353 | 29,8              |
| 1975/1976 | Джулиус Ирвинг* (3) | Нью-Йорк Нетс     | 84   | 949           | 34              | 530           | 2462 | 29,3              |

### Лидеры по подборам
| Сезон     | Игрок             | Команда           | Игры | Подборов в атаке | Подборов в обороне | Всего подборов | В среднем за игру |
| --------- | ----------------- | ----------------- | ---- | ---------------- | ------------------ | -------------- | ----------------- |
| 1967/1968 | Мел Дэниелс*      | Миннесота Маскис  | 78   | 502              | 711                | 1213           | 15,6              |
| 1968/1969 | Мел Дэниелс* (2)  | Индиана Пэйсерс   | 76   | 383              | 873                | 1256           | 16,5              |
| 1969/1970 | Спенсер Хейвуд*   | Денвер Рокетс     | 84   | 533              | 1104               | 1637           | 19,5              |
| 1970/1971 | Мел Дэниелс* (3)  | Индиана Пэйсерс   | 82   | 394              | 1081               | 1475           | 18,0              |
| 1971/1972 | Артис Гилмор*     | Кентукки Колонелс | 84   | 421              | 1070               | 1491           | 17,8              |
| 1972/1973 | Артис Гилмор* (2) | Кентукки Колонелс | 84   | 449              | 1027               | 1476           | 17,6              |
| 1973/1974 | Артис Гилмор* (3) | Кентукки Колонелс | 84   | 478              | 1060               | 1538           | 18,3              |
| 1974/1975 | Свен Нэйтер       | Сан-Антонио Спёрс | 78   | 369              | 910                | 1279           | 16,4              |
| 1975/1976 | Артис Гилмор* (4) | Кентукки Колонелс | 84   | 402              | 901                | 1303           | 15,5              |

### Лидеры по передачам
| Сезон     | Игрок              | Команда              | Игры | Передачи | В среднем за игру |
| --------- | ------------------ | -------------------- | ---- | -------- | ----------------- |
| 1967/1968 | Ларри Браун        | Нью-Орлеанс Баканирс | 78   | 506      | 6,5               |
| 1968/1969 | Ларри Браун (2)    | Окленд Окс           | 77   | 544      | 7,1               |
| 1969/1970 | Ларри Браун (3)    | Вашингтон Кэпс       | 82   | 580      | 7,1               |
| 1970/1971 | Билл Мелчионни     | Нью-Йорк Нетс        | 81   | 672      | 8,3               |
| 1971/1972 | Билл Мелчионни (2) | Нью-Йорк Нетс        | 80   | 669      | 8,4               |
| 1972/1973 | Билл Мелчионни (3) | Нью-Йорк Нетс        | 61   | 453      | 7,4               |
| 1973/1974 | Эл Смит            | Денвер Рокетс        | 76   | 619      | 8,1               |
| 1974/1975 | Мэк Кэлвин         | Денвер Наггетс       | 74   | 570      | 7,7               |
| 1975/1976 | Дон Бузи           | Индиана Пэйсерс      | 84   | 689      | 8,2               |

### Лидеры по перехватам
| Сезон     | Игрок         | Команда         | Игры | Перехваты | В среднем за игру |
| --------- | ------------- | --------------- | ---- | --------- | ----------------- |
| 1973/1974 | Тед Макклейн  | Денвер Рокетс   | 84   | 250       | 2,98              |
| 1974/1975 | Брайан Тэйлор | Нью-Йорк Нетс   | 79   | 221       | 2,80              |
| 1975/1976 | Дон Бузи      | Индиана Пэйсерс | 84   | 346       | 4,12              |

### Лидеры по блок-шотам
| Сезон     | Игрок              | Команда                | Игры | Блок-шоты | В среднем за игру |
| --------- | ------------------ | ---------------------- | ---- | --------- | ----------------- |
| 1973/1974 | Колдуэлл Джонс     | Сан-Диего Конкистадорс | 79   | 316       | 4,00              |
| 1974/1975 | Колдуэлл Джонс (2) | Сан-Диего Конкистадорс | 76   | 246       | 3,24              |
| 1975/1976 | Билли Польц        | Сан-Антонио Спёрс      | 83   | 253       | 3,05              |

## Преемственность
В 1999 году была создана новая лига, которая получила аналогичное название. В этой лиге также используется разноцветный (красно-бело-синий) мяч, но в отличие от оригинальной АБА в ней не выступают игроки такого высокого уровня, как в НБА, помимо этого игры команд новой лиги не проходят на крупных аренах, а также не транслируются на телевидении.